# Küçükaltınbulak, Göle
Küçükaltınbulak là một xã thuộc huyện Göle, tỉnh Ardahan, Thổ Nhĩ Kỳ. Dân số thời điểm năm 2010 là 925 người.